# 방덕
방덕(龐德, ? ~ 219년)은 중국 후한 말 마등, 조조 휘하의 장군으로 자는 영명(令明)이며 양주 남안군 환도현(豲道縣) 사람이다. 관서의 세력가 중 하나였던 마등과 그 장남 마초를 섬겼으며 맹장으로 이름을 날렸다. 본거지를 잃은 마초를 따라 한중까지 갔지만 거기서 갈라져 조조의 부하가 되었다. 번성 전투에서는 결사를 다짐하며 관우에게 부상을 입히기도 하고, 한수가 범람하는 속에서도 분전하는 모습을 보였다. 끝내 붙잡혔지만 회유에 넘어가지 않고 죽음을 맞았다.
배잠론(裴潛論)에서 방덕은 서량 출신으로 조조의 맹장으로 명성을 얻었다. 수상전과 궁술에 능하며 번성 전투에서 관우를 토벌할 때 우금, 조인과 선봉에 선발되었다고 평했다.

## 생애

### 용맹무쌍
젊어서부터 주에서 종사(從事)로 근무하였다. 초평 연간, 반목하는 강인(羌人)과 저인(氐人)들을 마등의 지휘 하에 때려잡고 수차례 공을 세워 교위(校尉)에 이르렀다. 202년(건안 7년) 조조가 원담·원상 형제를 정벌하고자 위군 여양현(黎陽縣)으로 북상하였다. 원담·원상 형제는 곽원과 고간으로 하여금 하동군을 찔렀다. 마등은 조조를 지원하여 장남 마초를 사례교위 종요에게 파견하였고, 방덕도 마초의 부장으로 참전하였다. 평양현(平陽縣)에서 앞장서 싸워 누군지 모르는 장수의 머리를 취하였다. 대승을 거둔 후에 그 머리를 동개에서 꺼내보이자 종요가 통곡하였다. 알고보니 그 머리의 주인이 종요의 생질 곽원이었던 것이다. 이에 사과하니 종요는 ‘곽원이 비록 생질이었어도 나라의 적이었다’며 사과할 일이 아니라 하였다. 이 공으로 중랑장이 되고 도정후(都亭侯)에 봉해졌다. 이후 마등이 홍농군에서 준동하던 장백기(張白騎)를 격파할 때도 종군하여 공을 세웠다.

### 마초에서 조조로
208년 마등이 위위가 되어 조정으로 들어갔다. 방덕은 관서에 남은 마초에 속하였다. 211년 마초군이 동관 전투에서 조조에게 패하고 212년 혹은 213년에 기성 전투(冀城―)마저 패배한 탓에 마초는 한중의 장로에게로 도주하였고 방덕도 이를 따라갔다. 214년 마초는 장로를 떠나 촉의 유비에게로 향했는데 방덕은 한중에 남았다. 215년 한중을 정복한 조조에게 귀순하였다. 조조도 그 용명을 들어왔던 터라 관직은 입의장군(立義將軍)을, 작위는 관문정후(關門亭侯)를, 식읍은 300호를 주었다.

### 백마장군, 관우를 쏘다
218년 남양군 완현(宛縣)에서 후음(侯音)과 위개(衛開)가 반기를 들었기에 조인과 같이 토벌하러 갔다. 219년 이들을 처단한 후 번성(樊城)으로 내려와 관우를 막았다. 사촌 혹은 육촌 형 방유(龐柔)가 촉나라에 있었으므로 번성의 장수들은 방덕을 의심하였다. 이에 국가로부터 받은 은혜를 목숨바쳐 갚을 것이라며 올해에 관우를 죽이지 못하면 자신이 관우에게 죽을 것이라고 늘 소리쳤다. 후에 자신의 말처럼 관우와 몸소 겨뤄 그 이마에 화살을 맞추었다. 이 당시 방덕은 백마를 타고 다녔으므로 관우군에서는 백마장군이라 부르며 두려워하였다.

### 수몰
번성에서 북쪽으로 십 리 떨어진 곳에 주둔하고 있었는데 십여 일 계속된 비에 한수가 범람하여 물바다가 되는 바람에 휘하 장수들과 둑에 올라 물을 피하였다. 관우군이 큰 배를 타고 닥쳐와 사방에서 화살을 쏘아댔다. 방덕도 응사하니 빗나가는 것이 없었다. 동형과 동초 등 항복하려는 자들은 그 자리에서 베었다. 시간이 지날수록 관우군의 공격은 보다 거세지고 화살은 떨어져갔으며 육박전이 전개되었다. 성하에게 “내가 듣건대 훌륭한 장수는 죽음을 겁내 구차하게 피하지 않으며 열사는 절개를 꺾어 목숨을 구하지 않는다 하였다. 오늘이 내가 죽을 날이다.”라 하였다.

### 장렬히 산화
치열한 전투 속에서도 그 기상은 더욱 굳세었으나 물은 불어나고 장병들은 거의 투항하였다. 방덕은 작은 배를 이용해 조인에게 돌아가려 했지만 거친 물살에 배가 뒤집히고 말았다. 활도 화살도 잃고 전복된 배에 매달려 있다가 관우에게 잡혔다. 관우가 “경의 형이 한중에 있소. 내 경을 장수로 삼게 하려 했는데 왜 일찍 항복하지 않았소?”라고 묻기에 꿇지 않고 꼿꼿이 선 채로 “애송이야! 무슨 항복을 운운하느냐!? 위왕 조조는 백만 명을 거느리고 그 위엄이 천하에 진동하는데 용렬한 재주뿐인 유비가 어떻게 대적하겠는냐! 나라의 귀신이 될지언정 적의 장수는 되지 않는다!”라 욕하고 의연히 최후를 맞았다. 조조가 눈물을 흘리며 슬퍼하고 방덕의 자식 둘을 열후(列侯)에 봉했다. 220년(연강 원년) 위나라의 왕위를 이은 조비가 장후(壯侯)란 시호를 내리고 방회 등 아들 네 명을 관내후(關內侯)에 봉하고 식읍 100호를 붙여주었다.

## 평가
매 전투마다 적을 물리치니 그 용맹이 마등군에서 으뜸이었다. 그 명성은 조조에게도 알려질 정도였다. 조비는 시호를 내리며 ‘옛날에 선진(先軫)과 왕촉(王蠋)이 자신을 희생하며 지조를 지킨 것을 아름답게 여겼다. 방덕은 과의하여 역경을 딛고 명성을 떨쳤으며 그 절의까지 드높였다’라 하였다. 진수는 방덕이 목숨을 내놓고 적에게 호통쳤다며 주가의 절개를 지녔다고 평하였다.

## 삼국지연의
사서가 아닌 소설 《삼국지연의》에서는 마초의 꿈을 해몽해주며 첫 등장한다. 그 징조가 좋지 않다며 허도에 간 마등 일행이 변을 당한 것이 아닌가 하는데 마대만이 돌아와 비보를 알린다. 마초를 따라 조조에 대한 복수전에 나서는데 장안의 견고함에 애를 먹는다. 방덕이 장안의 식수와 땔감이 모자르다는 것을 이용하여 계책을 낸다. 이에 따라 마초가 잠시 군을 무르니 장안군수 종요는 성문을 열어 땔감과 식수를 구하고 그 틈에 방덕이 잠입한다. 닷새 후, 마초군이 다시 출현하여 종요도 수비 자세를 갖추고 그 가공의 동생 종진(鍾進)이 서문을 담당한다. 방덕이 한밤중에 종진을 습격하여 죽이고 서문을 개방함으로써 마초·한수군이 장안을 함락한다. 동관 전투에서도 여러 활약을 한다. 한수가 위남(渭南)을 칠 때 그 선봉이 되어 수행하는데 실은 조조가 놓은 함정이었다. 급작스런 상황에서도 조인의 가공의 부장 조영(曹永)을 베고 포위에 빠진 한수를 구출한다.
결국 패하고 양주에서도 쫓겨난 마초를 따라 한중의 장로한테 의탁한다. 이후 마초와 갈라져 한중에 남는 이유는 와병으로 처리하였다. 조조가 한중을 침공해 양평관을 뚫고 남정현(南鄭縣)에 이르자 염포의 추천을 받아 조조에 대적한다. 조조는 방덕의 용맹을 알았기에 자신의 사람으로 만들고 싶어한다. 장합, 하후연, 서황, 허저더러 설렁설렁 번갈아 싸우라 지시하고 방덕이 지치면 생포하려 했는데 여의치 않는다. 가후가 꾀를 내 양송에게 뇌물을 주고 방덕을 모함하게 한다. 장로가 노하여 바로 죽이려다가 염포의 간언에 공을 세우지 못하면 참하겠다 다그친다. 방덕은 조조에게 달려들다가 함정에 빠져 붙잡히고 그대로 귀순한다. 이후 유수구(濡須口)에서는 진무를 쓰러트리고 한중 공방전에서는 위연으로부터 조조를 구한다.
번성 구원군의 선봉을 자원한다. 방유와의 관계는 친형제로, 또 형수가 심히 어질지 못해 술김에 살해하고 그 연이 끊긴 것으로 설정하였다. 자신을 의심하는 자들이 있어 관을 짜고 전장에 나서면서 자신이 죽으면 그 시체를, 관우를 죽이면 그 머리를 넣겠다며 필사의 각오를 내보인다. 전초전에서 관평과 30합을 겨루는데 승부가 나지 않는다. 관우와는 100여 합을 다투는데도 승부가 나지 않는다. 이튿날, 50여 합 만에 내빼는 척하다 화살을 날려 관우의 왼팔을 적중시키고 뒤쫓는데 큰 공을 세울까 시기한 대장 우금이 방덕을 철수시킨다. 그러고는 골짜기인 증구천(罾口川)에 주둔하면서 방덕의 진로를 막는다. 관우의 수공에 당해서 번성 구원군은 궤멸되며 이후의 묘사는 사서와 비슷한데 다만 주창이 뗏목을 타고 와 방덕이 탄 배를 전복시키고 물에 빠진 방덕을 사로잡는 것으로 꾸몄다.

## 가계
- 아들 : 방회

## 같이 보기
- 삼국지 인물 목록

## 참고 문헌
- 《삼국지》18권 위서 제18 방덕
- 《삼국지》1권 위서 제1 무제 조조